# El sueño de Pulguita
El sueño del Pulguita fue un programa infantil de Canal 9 Bío-Bío Televisión y Posteriormente TVU, canales de televisión de la ciudad de Concepción. 
Este espacio televisivo se inició aproximadamente en 1993, en las primeras trasmisiones del canal con el nombre de A la ronda ronda junto a Tony Pulguita (José Arellano Rodríguez) y la Tía Sandra (Sandra Ermann), la primera animadora de este espacio, educadora de párvulos hoy dedicada a la política municipal en la comuna de San Pedro de la Paz. Durante los años noventa A la ronda ronda fue el programa infantil más popular en los canales regionales de esa ciudad, cuya evidencia se expresa en las giras realizadas a jardines infantiles, colegios, escuelas, salas cunas, hogar de menores, etc. 
Sin embargo en 1999 hubo un distanciamiento a perpetuidad entre el Tony Pulguita y la Tía Sandra, por lo que el payasito cambió de rumbo al TVU en dicho año con otra coanimadora quien lo sigue hasta hoy en día, la Amiguita Amy. En su permanencia en el canal universitario con el programa El Club Mágico, el payaso cantaba como solista y cada año lanzaba nuevos discos para "enseñarle valores a los niños de la región". Sin embargo en el 2004, Pulguita y Amiguita Amy regresaron al Canal Regional con nuevos personajes dentro del programa , giras por distintas zonas de la Región del Bio Bio, y el lanzamiento de la revista con discos con el mismo nombre. En esta instancia el programa se llamó Pulguita y sus amigos, y actualmente El Sueño de Pulguita.